# Peter Mayhew
Peter Mayhew (Londres, 19 de maio de 1944 - Boyd, 30 de abril de 2019) foi um ator britânico, conhecido por seu papel como Chewbacca na saga Star Wars. Trabalhou em Uma Nova Esperança (1977), O Império Contra-Ataca (1980), O Retorno de Jedi (1983), fez uma breve aparição em A Vingança dos Sith (2005), além de ter retornado para o papel em Star Wars: O Despertar da Força (2015).
Peter Mayhew foi escolhido para o papel de Chewbacca devido a sua altura (2,20 m).
Em 2 de maio de 2019, a família de Mayhew anunciou no Twitter que ele havia morrido em sua casa em Boyd, no Texas, em 30 de abril, poucas semanas antes de seu 75º aniversário. Mayhew teve um ataque cardíaco.